# Acalypha pleiogyne
Acalypha pleiogyne är en törelväxtart som beskrevs av Airy Shaw. Acalypha pleiogyne ingår i släktet akalyfor, och familjen törelväxter. Inga underarter finns listade i Catalogue of Life.